# 한국인 자기야
《한국인 자기야》는 2017년 8월 21일부터 2018년 1월 12일까지 GMA 네트워크에서 방영된 드라마이다.

## 등장 인물

### 주요 인물
- 하트 에반젤리스타[3] : 구아달루페 임마큘라다 "기아" 아순션 역
- 이 알렉산더[4] : 김준호 역

### 기아 가족과 친구
- 자니스 데 베렌 : 아니다 아순션 역
- 릭이 다바오 : 조세 아순션 역
- 이야 빌라냐-아렐랴노 : 케네디 산토스 역
- 에드거 알란 구즈만 : 라이언 패트릭 마알바 역
- 디바인 어시나 : 클랄이사 아순션 역

### 준호 사람들
- 김정욱[5] : 김지호 역
- 오민리[6] : 김예진 회장님 역
- 이해리[6] : 매니저 최 역
- 바린 몬테네그로 : 신디 역 / 신나몬 역
- 마잌 솔로몬 : 커윈 역
- 박진리 : 이경하 역/ 이해나 역
- 캐인 델라 쿠르즈 : 김파오 역
- 프란셋 마킬 익나시오 : 캐리 역

### 그 외 인물
- 기레트 산디코 : 페벨스 아순션 산토스 역
- 후안 아세뇨 : 라키 산토스 역
- 얼린다 빌라로보스 : 도릿 아순션 역
- 셸리 히포리토 : 루 아순션 역
- 국샤인 : 이양재 역/ 이제인 역

### 특별출연
- 리젤 로페즈 : 에이프릴 역
- VJ 김선샤인 : MC
- 최다슬 : 준호의 숙녀
- 럽 시 : 지아의 직장 동료
- 얼린다 빌라로보스 : 도라 아순션 할머님 역
- 레이마트 산티아고 : 도동

## 시청률
최저 시청률과 최고 시청률은 시청률 조사회사와 지역별로 시청률에 차이가 있을 수 있습니다.
더 많은 부분이 곧 추가됩니다. 총 부분은 미정이다.
| 회차                                           | 방송일          | 부제                                                      | TV 시청률     | TV 시청률  | 소셜 미디어 해시태그                           |
| 회차                                           | 방송일          | 부제                                                      | 칸타르 시청률 | AGB 시청률 | 소셜 미디어 해시태그                           |
| ---------------------------------------------- | --------------- | --------------------------------------------------------- | ------------- | ---------- | ---------------------------------------------- |
| 제1회                                          | 2017년 8월 21일 | 수상 (Premier)                                            | 10.2%         | 6.6%       | #MyKoreanJagiya (#한국인자기야)                |
| 제2회                                          | 2017년 8월 22일 | 그들은 만났다 (Pinagtagpo)                                | 9.3%          | 6.3%       | #MKJPinagtagpo (#MKJ만났다)                    |
| 제3회                                          | 2017년 8월 23일 | 준호는 파오를 만난다 (Jun Ho Meets Pao)                   | 9.0%          | 5.8%       | #JunHoMeetsPao (#MKJ준호와파오만났다)          |
| 제4회                                          | 2017년 8월 24일 | 제안서 (The Proposal)                                     | 9.9%          | X          | #MKJTheProposal (#MKJ청혼)                     |
| 제5회                                          | 2017년 8월 25일 | 기아는 준호를 도와 준다 (Gia Saves JunHo)                 | 9.9%          | 6.9%       | #MKJGiaSavesJunHo (#MKJ기아도와줘)             |
| 제6회                                          | 2017년 8월 28일 | 팬소녀 목표 (Fan Girl Goals)                              | 9.5%          | 6.3%       | #MKJFanGirlGoals (#MKJ팬걸목표)                |
| 제7회                                          | 2017년 8월 29일 | 어린이 문제 (Problem Child)                               | 11.0%         | 6.7%       | #MKJProblemChild (#MKJ문제아)                  |
| 제8회                                          | 2017년 8월 30일 | 우리는 다시 만난다 (We Meet Again)                        | 12.0%         | 6.5%       | #MKJWeMeetAgain (#MKJ또만났네요)               |
| 제9회                                          | 2017년 8월 31일 | 첫 번째 싸움 (First Fight)                                | 12.6%         | 7.4%       | #MKJFirstFight (#MKJ싸움1)                     |
| 제10회                                         | 2017년 9월 1일  | 기아는 구조대에 있다 (Gia To The Rescue)                  | 11.8%         | 7.0%       | #MKJGiaToTheRescue (#MKJ기아구조대원)          |
| 제11회                                         | 2017년 9월 4일  | 준호님께 (Dear Junho)                                     | X             | 5.3%       | #MKJDearJunHo (#MKJ준호에게)                   |
| 제12회                                         | 2017년 9월 5일  | 기아 씨, 당신은 해고됐어요 (Gia You Are Fired)            | 10.2%         | 6.0%       | #MKJGiaYouAreFired (#MKJ기아너해고야)          |
| 제13회                                         | 2017년 9월 6일  | 두번째 기회 (Second Chance)                               | 10.2%         | 5.8%       | #MKJSecondChance (#MKJ세컨드찬스)              |
| 제14회                                         | 2017년 9월 7일  | 기아가 돌아왔다 (Gia is Back)                             | 10.4%         | 6.5%       | #MKJGiaIsBack (#MKJ기아는백)                   |
| 제15회                                         | 2017년 9월 8일  | 양자 (Adoption)                                           | 11.2%         | 6.6%       | #MKJAdoption (#MKJ입양)                        |
| 제16회                                         | 2017년 9월 11일 | 기아, 너 결혼 해 줄래? (Gia Will You Marry Me)            | 9.0%          | 6.7%       | #MKJGiaWillYouMarryMe (#MKJ나와결혼해줄래)     |
| 제17회                                         | 2017년 9월 12일 | 기아의 마지막 대답 (Gia's Final Answer)                   | 10.2%         | 6.1%       | #MKJGiasFinalAnswer (MKJ기아의최종답변)        |
| 제18회                                         | 2017년 9월 13일 | 기아와 준호는 한국으로 돌아갔다 (Gia JunHo Back in Korea) | 9.9%          | 6.3%       | #MKJGiaJunHoBackInKorea (#MKJ기아준호백투한국) |
| 제19회                                         | 2017년 9월 14일 | 서울 검색 (Seoul Search)                                  | 11.0%         | 7.2%       | #MKJSeoulSearch (#MKJ서울수색)                 |
| 제20회                                         | 2017년 9월 15일 | 결혼식 블루스 (Wedding Blues)                             | 12.4%         | 7.2%       | #MKJWeddingBlues (#MKJ웨딩블루스)              |
| 제21회                                         | 2017년 9월 18일 | 결혼은 계속될 것이다 (Tuloy Ang Kasal)                    | 10.9%         | 6.2%       | #MKJTuloyAngKasal (#MKJ결혼식계속)             |
| 제22회                                         | 2017년 9월 19일 | 김준호 씨 (Mr. and Mrs. Kim Jun Ho)                       | 9.5%          | X          | #MKJMrAndMrsKimJunHo (~)                       |
| 제23회                                         | 2017년 9월 20일 | 어젯밤에 대해서 (About Last Night)                        | 10.6%         | X          | #MKJAboutLastNight (#MKJ어젯밤에대하여)        |
| 제24회                                         | 2017년 9월 21일 | 아내를 느끼다 (Feeling Wife)                              | 9.5%          | 6.0%       | #MKJFeelingWife (#MKJ펠트부인)                 |
| 제25회                                         | 2017년 9월 22일 | 몬스터 시어머니 (Monster in Law)                          | 11.0%         | 6.3%       | #MKJMonsterInLaw (#MKJ괴물시어머니)            |
| 제26회                                         | 2017년 9월 25일 | 팜 밤 블루스 (Fam Bam Blues)                              | 10.9%         | 6.1%       | #MKJFamBamBlues (#MKJ팜밤블루스)               |
| 제27회                                         | 2017년 9월 26일 | 당신은 사랑에 빠졌습니까? (In Love Ka Na Ba)              | X             | 6.8%       | #MKJInLoveKaNaBa (#MKJ너사랑에빠졌어)          |
| 제28회                                         | 2017년 9월 27일 | 첫번째 진짜 키스 First Real Kiss                          | 12.2%         | 7.3%       | #MKJFirstRealKiss (#MKJ퍼스트리얼키스)         |
| 제29회                                         | 2017년 9월 28일 | 실패 또는 실패 Fall or Fail                               | 11.1%         | 6.6%       | #MKJFallOrFail (#MKJ실패또실패)                |
| 제30회                                         | 2017년 9월 29일 | 의지하다 (Paasa)                                          | 12.1%         | 6.4%       | #MKJPaasa (#MKJ의지)                           |
| 제31회                                         | 2017년 10월 2일 | 충분하다 (Enough is Enough)                               | 11.9%         | 7.5%       | #MKJEnoughIsEnough (#MKJ이제그만)              |
| 제32회                                         | 2017년 10월 3일 | (The Wrong Mr Right)                                      | 12.2%         | 6.9%       | #MKJTheWrongMrRight (~)                        |
| 제33회                                         | 2017년 10월 4일 | 그것은 복잡하다 (Its Complicated)                         | 11.3%         | 6.7%       | #MKJItsComplicated (#MKJ복잡하다)              |
| 제34회                                         | 2017년 10월 5일 | 준호는 질투한다 (Jealous Jun Ho)                          | 11.1%         | 6.5%       | #MKJJealousJunHo (#MKJ질투하는준호)            |
| 제35회                                         | 2017년 10월 6일 | 가짜 뉴스 (Fake News)                                     | 10.9%         | 6.1%       | #MKJFakeNews (#MKJ가짜뉴스)                    |
| 더 많은 부분이 곧 추가됩니다. 완료 부분이 목록 |                 |                                                           |               |            |                                                |
| 평균 시청률                                    | 평균 시청률     |                                                           | -             | -          |                                                |

## 오리지널 사운드트랙

### 음악 열기 (OST)
| #  | 제목                                                   | 재생 시간 |
| -- | ------------------------------------------------------ | --------- |
| 1. | 〈내 자기야 (My Jagiya)〉 (잔노 깁스, 데니스 버바세나) | 5:01      |

## 이모저모

### 프로덕션
《한국인 자기야》 드라마는 서울특별시와 서울영상위원회의 지원을 받는다.
이 드라마는 남이섬, 남산 공원, N서울타워의 사랑 자물쇠, 대장금파크, 한강 공원, 청계천 공원, 서울랜드파크 등 인기있는 관광지에서 촬영됐다.

### 해외 방송
《한국인 자기야》 드라마는 GMA 피노이 TV를 통해 전 세계적으로 방영될 것이다.
이 시리즈는 또한 HOOQ을 통해 텔레비전 방송 후 주문형 비디오로 온라인 스트리밍된다.